# Physostegia pulchella
Physostegia pulchella är en kransblommig växtart som beskrevs av Cyrus Longworth Lundell. Physostegia pulchella ingår i släktet drakmyntor, och familjen kransblommiga växter. Inga underarter finns listade i Catalogue of Life.